# 빌라벨랴

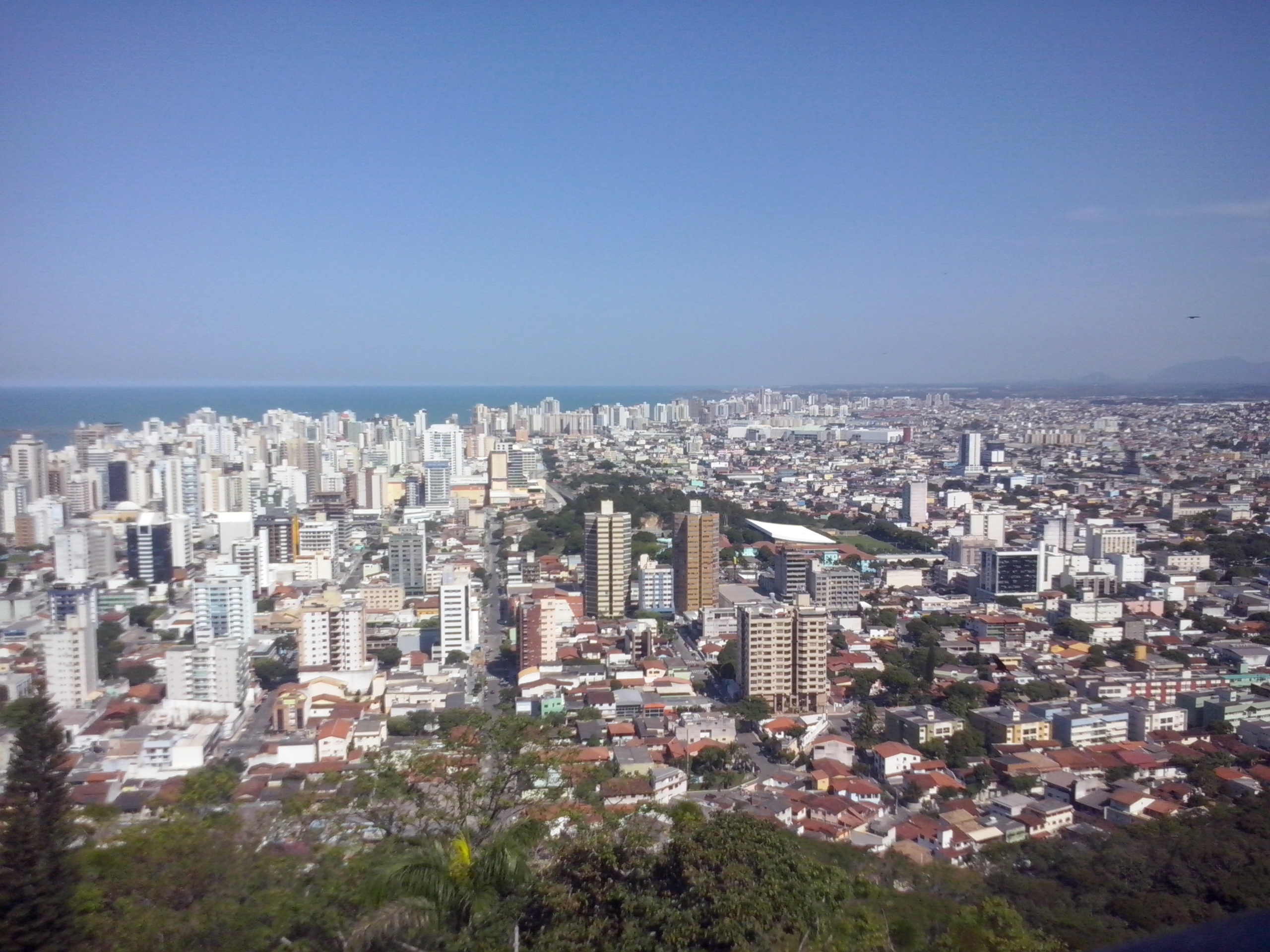
빌라벨랴

빌라벨랴(포르투갈어: Vila Velha)는 브라질 이스피리투산투주에 있는 해안 도시이다.